# Campionati del mondo di ciclismo su pista 2023
I Campionati del mondo di ciclismo su pista 2023 (en. 2023 UCI Track Cycling World Championships) si sono svolti a Glasgow, in Scozia, dal 3 al 9 agosto all'interno del Sir Chris Hoy Velodrome. Sono inclusi nel programma dei campionati del mondo di ciclismo 2023, manifestazione che comprende i mondiali di diverse discipline di ciclismo.
Il programma prevede 22 gare, di cui 11 maschili e 11 femminili, le stesse dell'edizione precedente.

## Programma

### Legenda
|   | Competizioni |
| F | Finale       |
| M | Mattino      |
| P | Pomeriggio   |

| Data →                   | 3 agosto | 3 agosto | 4 agosto | 4 agosto | 5 agosto     | 5 agosto | 6 agosto | 6 agosto   | 7 agosto | 7 agosto | 8 agosto | 8 agosto | 9 agosto  |
| Evento ↓                 | M        | P        | M        | P        | M            | P        | M        | P          | M        | P        | M        | P        | P         |
| ------------------------ | -------- | -------- | -------- | -------- | ------------ | -------- | -------- | ---------- | -------- | -------- | -------- | -------- | --------- |
| Chilometro a cronometro  |          |          |          |          |              |          |          |            |          |          | Q        | F        |           |
| Inseguimento individuale |          |          |          |          |              |          | Q        | F          |          |          |          |          |           |
| Keirin                   |          |          |          |          |              |          |          |            |          |          |          | R1, R    | R2, R3, F |
| Omnium                   |          |          |          |          |              |          | SR       | TR, ER, PR |          |          |          |          |           |
| Corsa a punti            |          |          |          |          |              |          |          |            |          |          |          |          | F         |
| Scratch                  |          | F        |          |          |              |          |          |            |          |          |          |          |           |
| Velocità                 |          |          |          |          | Q, 1/16, 1/8 |          | QF       |            | SF       | F        |          |          |           |
| Inseguimento a squadre   | Q        |          |          | R1       |              | F        |          |            |          |          |          |          |           |
| Velocità a squadre       | Q        |          |          | R1, F    |              |          |          |            |          |          |          |          |           |
| Americana                |          |          |          |          |              |          |          |            |          |          |          | F        |           |
| Corsa a eliminazione     |          |          |          |          |              |          |          |            |          | F        |          |          |           |

| Data →                   | 3 agosto | 3 agosto | 4 agosto | 4 agosto | 5 agosto | 5 agosto | 6 agosto | 6 agosto | 7 agosto | 7 agosto | 8 agosto | 8 agosto | 9 agosto       |
| Evento ↓                 | M        | P        | M        | P        | M        | P        | M        | P        | M        | P        | M        | P        | P              |
| ------------------------ | -------- | -------- | -------- | -------- | -------- | -------- | -------- | -------- | -------- | -------- | -------- | -------- | -------------- |
| 500m a cronometro        |          |          | Q        | F        |          |          |          |          |          |          |          |          |                |
| Inseguimento individuale | Q        | F        |          |          |          |          |          |          |          |          |          |          |                |
| Keirin                   |          |          |          |          |          | R1, R    | R2       | R3, F    |          |          |          |          |                |
| Omnium                   |          |          |          |          |          |          |          |          |          |          |          |          | SR, TR, ER, PR |
| Corsa a punti            |          |          |          |          |          |          |          |          |          |          |          | F        |                |
| Scratch                  |          |          |          | F        |          |          |          |          |          |          |          |          |                |
| Velocità                 |          |          |          |          |          |          |          |          | Q, 1/16  |          | 1/8, QF  |          | SF, F          |
| Inseguimento a squadre   |          |          | Q        |          | R1       | F        |          |          |          |          |          |          |                |
| Velocità a squadre       | Q        | R1, F    |          |          |          |          |          |          |          |          |          |          |                |
| Americana                |          |          |          |          |          |          |          |          |          | F        |          |          |                |
| Corsa a eliminazione     |          |          |          |          |          |          |          | F        |          |          |          |          |                |

## Medagliere
| Pos.   | Paese             | Oro | Argento | Bronzo | Totale |
| ------ | ----------------- | --- | ------- | ------ | ------ |
| 1      | Gran Bretagna (H) | 5   | 4       | 1      | 10     |
| 2      | Paesi Bassi       | 4   | 1       | 0      | 5      |
| 3      | Stati Uniti       | 3   | 0       | 1      | 4      |
| 4      | Germania          | 2   | 2       | 2      | 6      |
| 5      | Nuova Zelanda     | 2   | 1       | 5      | 7      |
| 6      | Belgio            | 2   | 0       | 3      | 5      |
| 7      | Italia            | 1   | 1       | 2      | 4      |
| 8      | Colombia          | 1   | 1       | 0      | 2      |
| 8      | Danimarca         | 1   | 1       | 0      | 2      |
| 10     | Portogallo        | 1   | 0       | 0      | 1      |
| 11     | Australia         | 0   | 5       | 1      | 6      |
| 12     | Francia           | 0   | 2       | 3      | 5      |
| 13     | Giappone          | 0   | 1       | 3      | 4      |
| 14     | Canada            | 0   | 1       | 0      | 1      |
| 14     | Spagna            | 0   | 1       | 0      | 1      |
| 14     | Trinidad e Tobago | 0   | 1       | 0      | 1      |
| 17     | Cina              | 0   | 0       | 1      | 1      |
| Totale | Totale            | 22  | 22      | 22     | 66     |

## Podi
| Eventi                            | Oro                                                                                            | Argento                                                                         | Bronzo                                                                             |
| Gare maschili                     |                                                                                                |                                                                                 |                                                                                    |
| Velocità dettagli                 | Harrie Lavreysen Paesi Bassi                                                                   | Nicholas Paul Trinidad e Tobago                                                 | Jack Carlin Gran Bretagna                                                          |
| Chilometro a cronometro dettagli  | Jeffrey Hoogland Paesi Bassi                                                                   | Matthew Glaetzer Australia                                                      | Thomas Cornish Australia                                                           |
| Inseguimento individuale dettagli | Filippo Ganna Italia                                                                           | Daniel Bigham Gran Bretagna                                                     | Jonathan Milan Italia                                                              |
| Inseguimento a squadre dettagli   | Danimarca Niklas Larsen Carl-Frederik Bévort Lasse Norman Leth Rasmus Pedersen Frederik Madsen | Italia Filippo Ganna Francesco Lamon Jonathan Milan Manlio Moro Simone Consonni | Nuova Zelanda Aaron Gate Campbell Stewart Thomas Sexton Nick Kergozou              |
| Velocità a squadre dettagli       | Paesi Bassi Roy van den Berg Harrie Lavreysen Jeffrey Hoogland                                 | Australia Leigh Hoffman Matthew Richardson Matthew Glaetzer Thomas Cornish      | Francia Florian Grengbo Sébastien Vigier Rayan Helal                               |
| Keirin dettagli                   | Kevin Quintero Colombia                                                                        | Matthew Richardson Australia                                                    | Shinji Nakano Giappone                                                             |
| Scratch dettagli                  | William Tidball Gran Bretagna                                                                  | Kazushige Kuboki Giappone                                                       | Tuur Dens Belgio                                                                   |
| Corsa a punti dettagli            | Aaron Gate Nuova Zelanda                                                                       | Albert Torres Spagna                                                            | Fabio van den Bossche Belgio                                                       |
| Americana dettagli                | Paesi Bassi Jan-Willem van Schip Yoeri Havik                                                   | Gran Bretagna Oliver Wood Mark Stewart                                          | Nuova Zelanda Aaron Gate Campbell Stewart                                          |
| Omnium dettagli                   | Iúri Leitão Portogallo                                                                         | Benjamin Thomas Francia                                                         | Shunsuke Imamura Giappone                                                          |
| Corsa a eliminazione dettagli     | Ethan Vernon Gran Bretagna                                                                     | Dylan Bibic Canada                                                              | Elia Viviani Italia                                                                |
| Gare femminili                    |                                                                                                |                                                                                 |                                                                                    |
| Velocità dettagli                 | Emma Finucane Gran Bretagna                                                                    | Lea Friedrich Germania                                                          | Ellesse Andrews Nuova Zelanda                                                      |
| 500 metri a cronometro dettagli   | Emma Hinze Germania                                                                            | Kristina Clonan Australia                                                       | Lea Friedrich Germania                                                             |
| Inseguimento individuale dettagli | Chloé Dygert Stati Uniti                                                                       | Franziska Brauße Germania                                                       | Bryony Botha Nuova Zelanda                                                         |
| Inseguimento a squadre dettagli   | Gran Bretagna Katie Archibald Elinor Barker Josie Knight Anna Morris Megan Barker              | Nuova Zelanda Michaela Drummond Ally Wollaston Emily Shearman Bryony Botha      | Francia Marion Borras Valentine Fortin Clara Copponi Marie Le Net Victoire Berteau |
| Velocità a squadre dettagli       | Germania Pauline Grabosch Emma Hinze Lea Friedrich                                             | Gran Bretagna Lauren Bell Sophie Capewell Emma Finucane                         | Cina Guo Yufang Bao Shanju Yuan Liying                                             |
| Keirin dettagli                   | Ellesse Andrews Nuova Zelanda                                                                  | Martha Bayona Colombia                                                          | Lea Friedrich Germania                                                             |
| Scratch dettagli                  | Jennifer Valente Stati Uniti                                                                   | Maike van der Duin Paesi Bassi                                                  | Michaela Drummond Nuova Zelanda                                                    |
| Corsa a punti dettagli            | Lotte Kopecky Belgio                                                                           | Georgia Baker Australia                                                         | Tsuyaka Uchino Giappone                                                            |
| Americana dettagli                | Gran Bretagna Neah Evans Elinor Barker                                                         | Australia Georgia Baker Alexandra Manly                                         | Francia Victoire Berteau Clara Copponi                                             |
| Omnium dettagli                   | Jennifer Valente Stati Uniti                                                                   | Amalie Dideriksen Danimarca                                                     | Lotte Kopecky Belgio                                                               |
| Corsa a eliminazione dettagli     | Lotte Kopecky Belgio                                                                           | Valentine Fortin Francia                                                        | Jennifer Valente Stati Uniti                                                       |